# WHO (album)
WHO is het twaalfde album van The Who. Het album kwam uit op 6 december 2019. Tussen dit album en het vorige album Endless Wire zat 13 jaar.

## Het Album
1. All This Music Must Fade (3:20)
2. Ball and Chain (4:29)
3. I Don't Wanna Get Wise (3:54)
4. Detour (3:46)
5. Beads on One String (3:40)
6. Hero Ground Zero (4:52)
7. Street Song (4:47)
8. I'll Be Back (5:01)
9. Break the News (4:30)
10. Rockin' in Rage" 4:04)
11. She Rocked My World (3:22)

### Deluxe editie bonus tracks
1. This Gun Will Misfire (3:36)
2. Got Nothing to Prove (3:38)
3. Danny and My Ponies (4:02)